# Карло Велики
Карло Велики (лат. Carolus Magnus, фр. Charlemagne, Лијеж, 2. април 748 — Ахен, 28. јануар 814) је био краљ Франака од 768, краљ Лангобарда од 774. и цар онога што је данас познато као Каролиншко царство од 800. године, држећи ове титуле до своје смрти 814. Ујединио је већину Западне и Централне Европе и био први признати цар који је владао на западу након пада Западног римског царства, отприлике три века раније. Владавину Карла Великог обележиле су политичке и друштвене промене које су имале трајан утицај на Европу током средњег века.
Припадник франачке династије Каролинга, Карло Велики је био најстарији син Пипина Малог и Бертраде од Лаона. Са својим братом Карломаном, постао је краљ Франака 768. након Пипинове смрти и постао једини владар три године касније. Карло Велики је наставио очеву политику заштите папства и постао његов главни бранилац, уклонивши Лангобарде са власти у северној Италији 774. Његова владавина је доживела период експанзије који је довео до освајања Баварске, Саксоније и северне Шпаније, као и других кампања којима је Карло Велики проширио своју власт на велики део Европе. Карло Велики је ширио хришћанство на своја нова освајања (често на силу), као што се видело у масакру у Вердену против Саксонаца. Такође је послао изасланике и иницирао дипломатске контакте са абасидским калифом Харуном ел-Рашидом током 790-их, због њиховог заједничког интереса за шпанско питање.
800. године Карла Великог је у Риму крунисао папа Лав III. Иако историчари расправљају о значају крунисања, титула је представљала врхунац његовог престижа и ауторитета. Положај Карла Великог као првог императора на Западу у више од 300 година довео га је у сукоб са Источним римским царством у Константинопољу. Захваљујући преузимању царске титуле, сматра се претечом лозе светих римских царева, која је опстала у деветнаестом веку. Као краљ и цар, Карло Велики је спровео низ реформи у администрацији, закону, образовању, војној организацији и религији, које су вековима обликовале Европу. Стабилност његове владавине започела је период културне активности познат као Каролиншка ренесанса.
Карло Велики је умро 814. и положен је у Ахенску катедралу у Ахену, његовој престоници царства. Наследио га је његов једини преживели син Луј Побожни. После Луја, краљевство Франака је подељено и на крају спојено у Западну и Источну Франачку, које су касније постале Француска и Свето Римско царство.
Дубок утицај Карла Великог на средњи век и утицај на територију којом је владао довели су до тога да га многи историчари називају „оцем Европе“. Више европских држава га виде као оснивача, а бројне историјске краљевске куће Европе воде порекло од њега. Карло Велики је био предмет уметничких дела, споменика и књижевности током и након средњовековног периода и поштује га Католичка црква.

## Младост Пипиновог сина
Старији Пипинов син Карло, са надимком „Велики“, рођен је 2. априла 748. године у Лијежу (данашња Белгија).
Према сведочанству Карловог биографа Ајнхарда, Карло је детињство провео на очевом двору у Ахену, граду којег ће касније уздићи за своју престоницу.
Ту је научио да мачује, да плива (био је одличан пливач), јаше и лови. Занимљиво да Пипин није школовао свога сина, нити га је послао у неки манастир где су могли да га образују свештеници. Тако ће Карло до краја живота остати неписмен (један од неписмених владара), који ће толико улагати у образовање да ће на двору отворити Дворску академију где ће радити познати европски умови.
Колика му је била страст да научи да пише, показује и то што је до своје смрти под кревет чувао воштане таблице, да би се ноћу скривао од света и покушао да научи да пише. Због неписмености, своје акте је потписивао тако што је ударао жиг свога прстена као отисак.
Још као дечак био је одличан јахач и одличан руковалац луком и стрелом. По речима његовог биографа, Карло је био нарочито снажан момак, телесно веома јак, али доста низак и здепаст. Карло није био предвиђен да наследи очев трон, јер су Каролинзи тада делили своје територије на Северну и Јужну Франачку. Пипин је имао и млађег сина Карломана, који је такође био потенцијални наследник престола.

## Краљ Карло Велики
После смрти Пипина Малог (768), по наследном праву некога, Карло и Карломан су поделили територију франачког краљевства. Тако је Карло добио територију нечега, северну Неустрију и већи део Аквитаније. Млађи Карломан је добио друге делове краљевине 
Између Карла и Карломана је долазило до неслоге, нарочито због лангобардског става. Још док је Пипин био жив, Карломан је нагињао лангобардској струји, док је Карло био велики заговорник папске струје. Када је у границама Карлове територије избио локални сукоб, Карломан је одбио да помогне брату, па је Карло сам угушио устанак. Тешко стање међу браћом је некако олакшавала њихова мајка Бертрада, на чији је предлог Карло попустио. Он је полако прихватио лангобардску струју, оженивши ћерку последњег лангобардског краља Дезидерија - Дезидерату. Ситуација у франачкој краљевини се драстично мења после смрти Карломана (771), када се већина његових вазала прикључила Карлу, лишивши престола Карломанову децу. Тако је Карло постао једини франачки краљ (771)

## Карло Велики и ратови са Лангобардима
Трпељив однос Карла и лангобардског краља Дезидерија је кратко трајао. После ускраћивања права наследства Карломановој деци, њихова мајка је отишла на ноге Дезидерију и молила га је да врати њену децу на престо. Дезидерије се обратио Карлу са оваквом молбом, али је Карла само још више узнемирио. Карло окреће свој курс према Лангобардима, а када му се из Рима обратио новоизабрани папа Хадријан I за помоћ против Лангобарда, Карло је имао покриће да започне ратовање.
Франачка војска је месецима опседала престоницу Лангобардске краљевине Павију (недалеко од данашњег Милана), али без успеха. Краљ Дезидерије се затворио у тврђаву и пружао огорчени отпор. Карло је по доласку у Италију искористио прилику да учврсти свој положај у Риму. Папа Хадријан га је примио са великим почастима и Карло је ту свечано потврдио све дарове које је давао његов отац Пипин Риму. Папа је потврдио Карлу титулу римског партиција, која је папу стављала у зависан положај од франачког краља.
Карло се поново враћа и завршава рат са Лангобардима. Чак је и своју жену Дезидерату повео и тражио да моли брата да се преда. Почетком јула 774. пала је лангобардска престоница, Дезидерије је збачен са престола и протеран у манастир, а Карло је узео титулу краља Франака и Лангобарда.
Међутим, по повратку Карла у Франачку, избио је бунт лангобардских војвода које је предводио Дезидеријев син Алдагиз. То је тражило нову интервенцију Карла који се враћа у Италију, потукао све лангобардске војводе, а затим кренуо да среди прилике у Баварској, јер је баварски војвода и вођа Тасило искористио Карлово ратовање у Италији па је дигао устанак.
Тасило је побеђен и затворен, а Карло је укинуо звање војводе у Баварској.
Ускоро је лангобардска краљевина добила свог засебног краља у личности Карловог сина Пипина, који је владао под општим руководством свог оца, док је сама краљевина добила организацију по франачком узору. Карлу се ускоро поклонило и војводство Беневент, које се држало у неутралности у односу према Лангобардској краљевини.

## Велики ратови Карла Великог
После покоравања Лангобарда, краља Карла су чекала нова искушења и ратови.
Слично Баварцима, и Саксонци су подигли устанак против Карла Великог.
Ајнхард пише да је предстојећи рат са Саксонцима био један од најдужих и најкрвавијих ратова Карла Великог.
Прве Карлове акције почеле су 772. године. Франачка војска је кренула на племе Ангаријаца и заузела њихово утврђење Ересбург. На то су Сакси упали у Хесен 774. и опљачкали манастир као и Девентерску цркву у земљи Фриза. Жестина Карлових операција била је тако снажна да су ускоро Саси почели преклињати за мир.
Карло је примио преговоре, али је тражио да се Саси покрсте, тј. приме хришћанство.
До нових непријатељства дошло је 778. када су Саси изабрали аристократу Видукинда за новог вођу побуне. Видукинд је почео да крши уговор који је раније потписан са Карлом, почео је да објављује законике и правила.
Карло је поново интервенисао и код Вердена је Саксима задао одлучујући пораз (785) Видукинд се предао и прешао на Карлову страну, покрстио се, а Карло му је кумовао и дао богате дарове.
Освајањем Саксоније и присаједињењем Баварске довело је Франачку државу у додир са неколико других народа дуж Лабе и источно од ње, а који нису били нимало наклоњени франачкој политици.
Највише проблема су Карлу задавала словенска племена Бодрићи, а нешто западније и Авара.
Карло је прво покорио Бодриће, опустошио њихову земљу и натерао их да признају његову власт.
Са Аварима рат није био нимало лак. Авари су узели учешћа у коалицији против Франака и неко време држали франачки град Фријаул. Ратне операције су почеле 795. где је Карло искористио међусобне свађе међу појединим аварским старешинама и лако их поразио. После уништења Аварске државе у Панонији, Карло је ову област укључио у границама своје државе као Панонску марку (провинцију).
Карло је неминовно морао доћи и у сукоб са Арапским калифатом. Још је његов деда Карло Мартел (Чекић) почео походе против Арапа који су угрожавали границе царства. Лично је Карло Велики са својом војском кренуо 778. на Пиринеје где је претрпео велики неуспех у бици код Сарагосе, где је једва извукао живу главу, тако што му се први ађутант жртвовао и дао му коња који му је оборен у борби. Нову офанзиву је преузео префект Бретонске марке (провинције) Роланд, чија је војска поразила Арапе у Баскији, али је сам Роланд пао на бојном пољу.
Касније ће о њему бити испеван познати „Еп о Ролану“.
Паралелно са овим операцијама, Карло Велики је освојио и Истру (788).
Последња етапа борбе против Арапа у Шпанији била је 796. године када је Карло Велики повео одлучујућу офанзиву и преузео власт над читавим Иберијским полуострвом до реке Ебра, проширујући још више границе своје државе и формирајући још једну провинцију „Шпанску марку“.
Што се тиче црквене политике Карла Великог, он је сазвао синод у Франкфурту (794) и изјаснио се против култа икона (Libri Carolini).

## Карло Велики као цар Светог римског царства
На врхунцу своје моћи, Карло је већ маштао о томе да приграби царску круну.
Уздизање франачке државе од краљевине до царевине била је вечита тежња и претходних владара, али нико није имао моћи као Карло. Покоривши скоро половину Европе, организујући стабилну државу, располажући огромним утицајем Свете столице, Карло се окренуо питању царста. На руку му је ишла и промена у Риму. После смрти Хадријана 795. нови папа је постао римски свештеник Лав III.
За њега се мислило да води несвештенички живот, да има жене око себе и да је одан продавању црквених достојанства (симонија). Карло је први пут ступио у контакт са папом у писму од 796. у коме га позива да се држи канонских прописа, да живи поштено и часно и да сузбија продају црквених драгоцености. Таквим упутствима Карло је потврдио своје уверење да има право старања и о верској и о свештеничкој делатности папства.
Заправо, Карло је тако стварао добре односе са папом јер је у глави имао само једну мисао - како да се домогне царске круне.
Сплет догађаја му је ишао на руку.
У Риму није престајала да сплашњава опозиција против Лава III, чак је дошло и до физичког обрачуна у априлу 799. на улицама Рима после једне литургије. Папу су бацили на земљу, шутирали ногама, покушали да ослепе и да му ишчупају језик. У тој завери и нападу учествовали су и високи црквени достојници и угледни великаши Папске државе. Папу је спасио војвода од Сполента и сакрио у свој замак пред разгоропађеном опозицијом.
Маршал Папа се обраћа писмом Карлу Великом и моли га за помоћ. Карло иступа као арбитар. Одлази у Падеброну, где позива и папу да дође и са њим склапа споразум. Ту је предочио папи да ће послати два франачка надбискупа у Рим да испитају његов случај.
У ствари, Карло је тако спремао терен за одлазак у Рим. Утврђено је да је папа радио по прописима, да није продавао црквена добра, и да је водио нормалан живот. Карло је наредио да се сви завереници похапсе и одведу у Франачку.
Папа му се захвалио и позвао га у Рим.
Карло је стигао у Рим у јесен 800. године, где га је папа свечано дочекао.
Новембра 800. састала се у цркви Св. Петра општа скупштина франачких и римских световних црквених великаша која је под Карловим председавањем донела одлуку да се папа јавном и свечаном заклетвом опере од оптужби које су изношене о недостојности његовог личног живота. То је заиста учињено пред скупштином истога састава 23. децембра, када се папа заклео у Бога да није чинио злодела која су му била приписивана.
Истога дана у Рим је дошла једна делегација из Јерусалима па је Карлу у име јерусалимског патријарха предала заставу и кључеве Светог гроба, Калварије и самога града Јерусалима, исто онако као што пет година раније папа Лав предао Карлу заставу и кључеве града Рима.
Према томе, личност Карла Великог као цара је већ тада почела да ступа на сцену, јер су се сви према њему опходили као према господару и покоравали му се. Само је требало да се изведе последњи чин крунисања.
На Божић, 25. децембра 800. године Карло је дошао у цркву Св. Петра да се пре почетка мисе моли пред олтаром Св. Петра. Карлов биограф Ајнхард говори да га је тада изненада посетио папа, без знања Карла и крунисао. Ипак, то је све чињено у претходном договору са папом, јер је царска власт Карла већ постојала много пре обреда крунисања.
У тренутку када је Карло завршио молитву и већ намеравао устати, пришао му је папа и ставио на главу царску круну, а народ Рима је на улицама узвикивао и поздрављао Цара Римљана поклицима:
„Нека Бог благослови и чува Карла Августа, богом крунисаног и миротворног цара Римљана.“
Сам папа, као што је то предвиђено обичајима, пао је Карлу ничице, поклонио му се, пољубио га и тиме је чин крунисања био завршен.
Тако је Карло крунисао свој врхунац моћи. Папство је у лику цара Карла видело спасоносну улогу и свог заштитника.

## Царство Карла Великог
Карло Велики је после крунисања обратио пажњу и на Византију. Међутим, он није желео сломити Византију оружаним путем, већ дипломатијом. Користио је могућност да се директно умеша у византијску политику. Предлагао је своју другу женидбу, овога пута са византијском принцезом Ирином, и до тог чина би стварно и дошло да се није умешала цариградска аристократија и протерала Ирену на острво Принчева. Тек на кратко време пред Карлову смрт Византија му је признала титулу „василевса“, али само као цара Западног Царства, а не Византије, док ће званични уговор бити потписан за време владавине његовог сина Лудвига Побожног.
Карло Велики је много пажње поклањао образовању. На то га је навела чињеница да је и сам био неписмен, а да су такође и високи функционери на двору били без школа.
То је време зачетка каролиншке ренесансе. Карло Велики је пронашао англосаског монаха Алкуина 781. у Парми и убедио да пређе у његову службу. За услуге које је од Алкуина очекивао Карло му је дао приходе трију најкрупнијих опатија. Тражећи да прошири своја знања и да улије љубав за интелектуални рад и члановима своје породице, Карло је организовао на двору „Дворску академију“, у чији су састав поред цара и чланова његове породице ушли и најобразованији људи из његове околине. Ту су претресана питања о кретању сунца и месеца, о разним тумачењима појединих латинских речи, читана су дела античких писаца и црквених отаца, и чак су се сами чланови академије вежбали у састављању стихова.
Поред Алкуина у том дворском кругу деловали су и Гот Теодулф, епископ орлеански, који је у својим сатиричним стиховима исмевао дворске песнике, учени Лангобард Павле Ђакон, познат по својој „Историји Лангобарда“, кога је Карло довео на двор као познаваоца граматике, латинских писаца и грчког језика. Један од ученика дворске школе био је и каснији биограф Карла Великог, Немац Ајнхард. Нарочито је за време царевања Карла била установљена феудална организација међу владарима и поданицима. Уведен је принцип вазалства између сениора и службеника, уведено је царево даривање вазала (бенефициј, лено), уведена је вишеструкост вазалних веза и везивање вазала за неколико различитих господара.
Нарочито је живо почело да се развија ново писмо „Carolina Minuscula”, која је прекретница у зачецима лепог писања. Такође се ово писмо користило као службено писмо по скрипторијумима, канцеларијама, а затим и у свакидашњем животу.
Карло Велики је велику пажњу обраћао и на уметност. Поставши цар 800. Карло је тежио да се изједначи са византијским царевима по велелепним грађевинама и луксузном дворском животу.
У градовима Ахен, Ингелхајм, Нимвеген, Вормс грађене су дворци и подизане цркве.
У току десет година саграђен је један дрвени мост код Мајнца, али је он ускоро изгорео, а Карлова жеља да се замени каменим остала је неостварена услед недостатка средстава. Такође му није пошло за руком да Рајну и Дунав споји каналом. Већина грађевина је подигнута од дрвета. Све су оне временом пропале, само су се одржале цркве од камена.
Таква је и Ахенска капела, чија је изградња завршена 805. године. Карло Велики је претворио Ахен у царски град. Саграђен је у истом року и царски дворац, касарне за смештај војника и велелепна црква.
Карло Велики је вршио велике утицаје и ван границама свога царства. Склопио је савез против Византије са Багдадским калифом Харун-ал Рашидом, после чега је ел Рашид упутио Карлу једно посланство на двору у Ахену.
Краљеви Шкотске су га такође признавали својим господарем, а себе његовим поданицима.
Карло се умешао и у енглеску политику, покушавајући да да подржи повратак на престо краља Нортумбрије Индулфа (808) и помажући Егберту. Вође ситних ирских племенских држава изражавају Карлу своју покорност. У исто време он покушава да прошири свој утицај и на исток Европе, предузимајући походе против Чеха у Моравској и Срба у Далмацији.
Последњи Карлов поход био је усмерен против Данаца који су отпочели своје нападе на обал западне Европе.
Карло је још за живота желео регулисати питање наследника после своје смрти.
806. године објавио је текст о подели државе између своја три сина. Али како су двојица старијих умрли још пре његове смрти, Карло је 813. најмлађег сина Луја, који ће због велике побожности касније бити назван „Побожни“, у Ахену крунисао за цара, а Пипиновог сина Бернарда именовао је краљем Италије.
Након тога, Карло се повукао у свој двор у Ахену где је последњих месеца често поболевао. По сведочанству Ајнхарда, Карло је пао у постељу од јаке грознице и сваким даном му је било све горе и горе. Последњи га је видео на самој самрти и описао као тешко болесног човека чије су се очи полако гасиле.
Умро је у истом двору где је и сахрањен 28. јануара 814.

## Распад Карловог царства
После смрти Карла Великог дошло је до наглог распада државе Каролинга. Његови наследници нису били у стању да одрже континуитет државе коју је он створио. Дошло је до јачања околних феудалаца, који су почели да разарају Франачку државу.
Коначно, уговором у Вердену 843., браћа Лотар, Карло Ћелави и Лудвиг Немачки су поделили јединствену територију Франачке царевине на три дела: Немачку, Италију и Француску. Тако је поново Света столица остала без свог владара, а Карлово царство престало да постоји.
Проћи ће више од стотину година када ће немачки краљ Отон I бити крунисан у Риму за новог цара Светог римског царства.

### Посткаролиншка Европа
После смрти Карла Великог царску позицију преузео је његов син Лудовик Побожни, чија владавина није била ни мало налик на владавину Карла Великог.Његову владавину обележио је пораст моћи свештенства и борбе око престола. Лудовик је папи потврдио сва права Римске цркве, а папство је изузео из царске јуриздикције па је због таквог односа према цркви и назван Побожни. Прогласио је за свог савладара свог најстаријег сина Лотара, али је касније добио још једног сина, Карла Ћелавог, од друге жене која је престо хтела да осигура свом сину а таква је ситуација изазвала низ грађанских ратова након смрти Лудвика Побожног.
Лотара су победила његова два брата, Лудвиг Немачки и Карло Ћелави, који су ујединили своје снаге чувеном Стразбурском заклетвом која, значајно за будућност, није положена на латинском језику већ на језицима сукобљених страна- на немачком и француском језику. Уговором у Вердену 843. г Каролиншко царство подељено је на 3 дела:Лотар је добио царску титулу и Лотарингију која је обухватала и Рим и Ахен;Карло Ћелави је добио Западну Франачку- Француска угрубо;а Лудвиг Немачки Источну Франачку – угрубо Немачка. Подела није дуго трајала јер су Источна и Западна Франачка поделиле Лотарингију а убрзо је настало и посебно краљевство – Бургундија. Цар је задржао само Италију док 887. г није збачен последњи каролиншки цар Карло Дебели.
У 9. и 10. в Европа се сусрела са новим таласом досељавања у Европу – претили су јој Мађари, Сарацени и Нормани тј. Викинзи. Мађари стижу у Подунавље крајем 9. в на челу са кнезом Арпадом и представљали су страх и трепет за подручја којима су харали; пустошили су немачке земље и Бургундију, а почетком 10. века прелазе Алпе и одлазе у Италију. Најважније освајачке походе у 9. и 10. в водили су Нормани који долазе из Скандинавије. У почетку су Нормани само предузимали пљачкашке походе а касније прелазе на освајање територија и стварање својих насеља. Њихови походи ишли су дуж Француске и Шпаније а долинама река продиру дубоко у копно (881. г уништили су гроб Карла Великог у Ахену). У то време Источна Франачка била је подељена на неколико војводстава – Швапска, Баварска, Франачка Саска, Лотарингија, јер централна власт последњих каролинга све више слаби (последњи Каролинг био је Лудвиг Дете који умире 911.) За владара је изабран најмоћнији међу војводама, Хајнрих I Птичар (919–936) први нефраначки краљ Немачке оснивач саске династије. Снага Хенрика I била је толика да је без поговора након њега изабран његов син Отон I (936–973). Отона I је за краља крунисао надбискуп Мајнца у дворцу Карла Великог у Ахену чиме је стављено до знања да се Отон I сматра наследником Карла Великог уз подршку цркве. Када је 951/52. средио ситуацију у северној Италији крунисао се за краља Италије али је папа одбио да га крунише за цара. Нова шанса му се пружила када је поразио тадашње ширитеље страха у Европи - Мађаре на Леху 955. Убрзо је уследио позив папе Ивана XII који је тражио помоћ Отона I у борби против својих противника. Отон I је протерао папске супарнике и ушао у Рим где је крунисан за цара Светог римског царства 962. Нови цар је папи тада даровао Privilegium Ottonis тј. акт којим се папству даје заштита али се и тражи да цар има право потврђивања избора папе. Иван XII је убрзо покушао да поврати независност; Отон I се вратио, сменио папу и поставио неког световњака као папу Лава VIII, а од тада су папе морале полагати цару заклетву верности. Римљане је глађу приморао да прихвате новог папу чиме је његов тријумф био потпун.
Након Отона I опада моћ царске власти у немачким земљама а папе су се опет избориле за независност. Тек средином 11. в царска власт је обновљена и царство је досегло врхунац снаге а нова краљевства – Мађарска, Пољска и Чешка, те Бургундско краљевство заклела су се цару на покорност.
У посткаролиншкој Европи елементи световног утицаја у књижевности, поезији и уметности све више ишчезавају и култура добија још јасније изражен црквени, религијски карактер. На интелектуални рад по манастирима гледало се као на узалудни посао. Општем опадању културног нивоа допринела је променљива политичка ситуација. Отон I је покушао да васкрсне и политику Карла Великог у области образовања, али је то чинио са знатно мањим средствима и слабијим ефектом.

## Породично стабло
| \| \| \| \| \| \| \| \| \| \| \| \| \| \| 16. Ansegisel \| \| \| \| \| \| \| \| \| \| \| \| \| \| \| \| \| \| \| \| \| \| \| \| \| \| \| \| \| \| \| \| \| \| \| \| \| \| \| \| \| \| \| \| \| \| \| \| \| \| \| \| \| \| \| \| \| \| \| \| 8. Пипин Херисталски \| \| \| \| \| \| \| \| \| \| \| \| \| \| \| \| \| \| \| \| \| \| \| \| \| \| \| \| \| \| \| \| \| \| \| \| \| \| \| \| \| \| \| \| \| \| \| \| \| \| \| \| \| \| \| \| \| \| \| \| \| \| \| \| \| \| \| \| \| \| \| \| 17. Begga \| \| \| \| \| \| \| \| \| \| \| \| \| \| \| \| \| \| \| \| \| \| \| \| \| \| \| \| \| \| \| \| \| \| \| \| \| \| \| \| \| \| \| \| \| \| \| \| \| \| \| \| \| \| \| \| \| \| \| \| \| \| \| \| \| \| \| \| \| \| \| \| 4. Карло Мартел \| \| \| \| \| \| \| \| \| \| \| \| \| \| \| \| \| \| \| \| \| \| \| \| \| \| \| \| \| \| \| \| \| \| \| \| \| \| \| \| \| \| \| \| \| \| \| \| \| \| \| \| \| \| \| \| \| \| \| \| \| \| \| \| \| \| \| \| \| \| \| \| 18. Childebrand van Bruyeres \| \| \| \| \| \| \| \| \| \| \| \| \| \| \| \| \| \| \| \| \| \| \| \| \| \| \| \| \| \| \| \| \| \| \| \| \| \| \| \| \| \| \| \| \| \| \| \| \| \| \| \| \| \| \| \| \| \| \| \| \| \| \| \| \| \| \| \| \| \| \| \| 9. Алпаида \| \| \| \| \| \| \| \| \| \| \| \| \| \| \| \| \| \| \| \| \| \| \| \| \| \| \| \| \| \| \| \| \| \| \| \| \| \| \| \| \| \| \| \| \| \| \| \| \| \| \| \| \| \| \| \| \| \| \| \| \| \| \| \| \| \| \| \| \| \| \| \| \| \| \| \| \| \| \| \| \| \| \| \| \| \| \| \| \| \| \| \| \| \| \| \| \| \| \| \| \| \| \| \| \| \| \| \| \| \| \| \| \| \| \| \| \| \| \| \| \| \| \| \| \| \| \| \| \| \| \| \| \| \| \| \| \| \| \| \| \| \| \| \| 2. Пипин Мали \| \| \| \| \| \| \| \| \| \| \| \| \| \| \| \| \| \| \| \| \| \| \| \| \| \| \| \| \| \| \| \| \| \| \| \| \| \| \| \| \| \| \| \| \| \| \| \| \| \| \| \| \| \| \| \| \| \| \| \| \| \| \| \| \| \| \| \| \| \| \| \| 20. Robert II, Chancellor of France \| \| \| \| \| \| \| \| \| \| \| \| \| \| \| \| \| \| \| \| \| \| \| \| \| \| \| \| \| \| \| \| \| \| \| \| \| \| \| \| \| \| \| \| \| \| \| \| \| \| \| \| \| \| \| \| \| \| \| \| \| \| \| \| \| \| \| \| \| \| \| \| 10. Lambert, Count of Hesbaye \| \| \| \| \| \| \| \| \| \| \| \| \| \| \| \| \| \| \| \| \| \| \| \| \| \| \| \| \| \| \| \| \| \| \| \| \| \| \| \| \| \| \| \| \| \| \| \| \| \| \| \| \| \| \| \| \| \| \| \| \| \| \| \| \| \| \| \| \| \| \| \| 21. Théodrade \| \| \| \| \| \| \| \| \| \| \| \| \| \| \| \| \| \| \| \| \| \| \| \| \| \| \| \| \| \| \| \| \| \| \| \| \| \| \| \| \| \| \| \| \| \| \| \| \| \| \| \| \| \| \| \| \| \| \| \| \| \| \| \| \| \| \| \| \| \| \| \| 5. Rotrude \| \| \| \| \| \| \| \| \| \| \| \| \| \| \| \| \| \| \| \| \| \| \| \| \| \| \| \| \| \| \| \| \| \| \| \| \| \| \| \| \| \| \| \| \| \| \| \| \| \| \| \| \| \| \| \| \| \| \| \| \| \| \| \| \| \| \| \| \| \| \| \| 22. Theoderic III, King of Neustria \| \| \| \| \| \| \| \| \| \| \| \| \| \| \| \| \| \| \| \| \| \| \| \| \| \| \| \| \| \| \| \| \| \| \| \| \| \| \| \| \| \| \| \| \| \| \| \| \| \| \| \| \| \| \| \| \| \| \| \| \| \| \| \| \| \| \| \| \| \| \| \| 11. Chrotlind \| \| \| \| \| \| \| \| \| \| \| \| \| \| \| \| \| \| \| \| \| \| \| \| \| \| \| \| \| \| \| \| \| \| \| \| \| \| \| \| \| \| \| \| \| \| \| \| \| \| \| \| \| \| \| \| \| \| \| \| \| \| \| \| \| \| \| \| \| \| \| \| 23. Clothilda \| \| \| \| \| \| \| \| \| \| \| \| \| \| \| \| \| \| \| \| \| \| \| \| \| \| \| \| \| \| \| \| \| \| \| \| \| \| \| \| \| \| \| \| \| \| \| \| \| \| \| \| \| \| \| \| \| \| \| \| \| \| \| \| \| \| \| \| \| \| \| \| 1. Карло Велики \| \| \| \| \| \| \| \| \| \| \| \| \| \| \| \| \| \| \| \| \| \| \| \| \| \| \| \| \| \| \| \| \| \| \| \| \| \| \| \| \| \| \| \| \| \| \| \| \| \| \| \| \| \| \| \| \| \| \| \| \| \| \| \| \| \| \| \| \| \| \| \| 24. Hugobert von Echternach \| \| \| \| \| \| \| \| \| \| \| \| \| \| \| \| \| \| \| \| \| \| \| \| \| \| \| \| \| \| \| \| \| \| \| \| \| \| \| \| \| \| \| \| \| \| \| \| \| \| \| \| \| \| \| \| \| \| \| \| \| \| \| \| \| \| \| \| \| \| \| \| 12. Martin de Laon \| \| \| \| \| \| \| \| \| \| \| \| \| \| \| \| \| \| \| \| \| \| \| \| \| \| \| \| \| \| \| \| \| \| \| \| \| \| \| \| \| \| \| \| \| \| \| \| \| \| \| \| \| \| \| \| \| \| \| \| \| \| \| \| \| \| \| \| \| \| \| \| 25. Irmina van Oeren \| \| \| \| \| \| \| \| \| \| \| \| \| \| \| \| \| \| \| \| \| \| \| \| \| \| \| \| \| \| \| \| \| \| \| \| \| \| \| \| \| \| \| \| \| \| \| \| \| \| \| \| \| \| \| \| \| \| \| \| \| \| \| \| \| \| \| \| \| \| \| \| 6. Кариберт од Лаона \| \| \| \| \| \| \| \| \| \| \| \| \| \| \| \| \| \| \| \| \| \| \| \| \| \| \| \| \| \| \| \| \| \| \| \| \| \| \| \| \| \| \| \| \| \| \| \| \| \| \| \| \| \| \| \| \| \| \| \| \| \| \| \| \| \| \| \| \| \| \| \| 26. Theuderic III \| \| \| \| \| \| \| \| \| \| \| \| \| \| \| \| \| \| \| \| \| \| \| \| \| \| \| \| \| \| \| \| \| \| \| \| \| \| \| \| \| \| \| \| \| \| \| \| \| \| \| \| \| \| \| \| \| \| \| \| \| \| \| \| \| \| \| \| \| \| \| \| 13. Bertrada of Prüm \| \| \| \| \| \| \| \| \| \| \| \| \| \| \| \| \| \| \| \| \| \| \| \| \| \| \| \| \| \| \| \| \| \| \| \| \| \| \| \| \| \| \| \| \| \| \| \| \| \| \| \| \| \| \| \| \| \| \| \| \| \| \| \| \| \| \| \| \| \| \| \| 27. Clotilda of Herstal \| \| \| \| \| \| \| \| \| \| \| \| \| \| \| \| \| \| \| \| \| \| \| \| \| \| \| \| \| \| \| \| \| \| \| \| \| \| \| \| \| \| \| \| \| \| \| \| \| \| \| \| \| \| \| \| \| \| \| \| \| \| \| \| \| \| \| \| \| \| \| \| 3. Бертрада од Лаона \| \| \| \| \| \| \| \| \| \| \| \| \| \| \| \| \| \| \| \| \| \| \| \| \| \| \| \| \| \| \| \| \| \| \| \| \| \| \| \| \| \| \| \| \| \| \| \| \| \| \| \| \| \| \| \| \| \| \| \| \| \| \| \| \| \| \| \| \| \| \| \| \| \| \| \| \| \| \| \| \| \| \| \| \| \| \| \| \| \| \| \| \| \| \| \| \| \| \| \| \| \| \| \| \| \| \| \| \| \| \| \| \| \| \| \| \| \| \| \| \| \| \| \| \| \| \| \| \| \| \| \| \| \| \| \| \| \| \| \| \| \| \| \| \| \| \| \| \| \| \| \| \| \| \| \| \| \| \| \| \| \| \| \| \| \| \| \| \| \| \| \| \| \| \| \| \| \| \| \| \| \| \| \| \| \| \| \| \| \| \| \| \| \| \| \| \| \| \| \| \| \| \| \| \| \| \| \| \| \| \| \| \| \| \| \| \| \| \| \| \| \| \| \| \| \| \| \| \| \| \| \| \| \| \| \| \| \| \| \| \| \| \| \| \| \| \| \| \| \| \| \| \| \| \| \| \| \| \| \| \| \| \| \| \| \| \| \| \| \| \| \| \| \| \| \| \| \| \| \| \| \| \| \| \| \| \| \| 7. Gisele of Aquitaine \| \| \| \| \| \| \| \| \| \| \| \| \| \| \| \| \| \| \| \| \| \| \| \| \| \| \| \| \| \| \| \| \| \| \| \| \| \| \| \| \| \| \| \| \| \| \| \| \| \| \| \| |                                     |  |  |  |  |  |  |  |  |  |  |  |               |  |  |  |
| |                                     |  |  |  |  |  |  |  |  |  |  |  | 16. Ansegisel |  |  |  |
| |                                     |  |  |  |  |  |  |  |  |  |  |  |               |  |  |  |
| |                                     |  |  |  |  |  |  |  |  |  |  |  |               |  |  |  |
| |                                     |  |  |  |  |  |  |  |  |  |  |  |               |  |  |  |
| | 8. Пипин Херисталски                |  |  |  |  |  |  |  |  |  |  |  |               |  |  |  |
| |                                     |  |  |  |  |  |  |  |  |  |  |  |               |  |  |  |
| |                                     |  |  |  |  |  |  |  |  |  |  |  |               |  |  |  |
| |                                     |  |  |  |  |  |  |  |  |  |  |  |               |  |  |  |
| | 17. Begga                           |  |  |  |  |  |  |  |  |  |  |  |               |  |  |  |
| |                                     |  |  |  |  |  |  |  |  |  |  |  |               |  |  |  |
| |                                     |  |  |  |  |  |  |  |  |  |  |  |               |  |  |  |
| |                                     |  |  |  |  |  |  |  |  |  |  |  |               |  |  |  |
| | 4. Карло Мартел                     |  |  |  |  |  |  |  |  |  |  |  |               |  |  |  |
| |                                     |  |  |  |  |  |  |  |  |  |  |  |               |  |  |  |
| |                                     |  |  |  |  |  |  |  |  |  |  |  |               |  |  |  |
| |                                     |  |  |  |  |  |  |  |  |  |  |  |               |  |  |  |
| | 18. Childebrand van Bruyeres        |  |  |  |  |  |  |  |  |  |  |  |               |  |  |  |
| |                                     |  |  |  |  |  |  |  |  |  |  |  |               |  |  |  |
| |                                     |  |  |  |  |  |  |  |  |  |  |  |               |  |  |  |
| |                                     |  |  |  |  |  |  |  |  |  |  |  |               |  |  |  |
| | 9. Алпаида                          |  |  |  |  |  |  |  |  |  |  |  |               |  |  |  |
| |                                     |  |  |  |  |  |  |  |  |  |  |  |               |  |  |  |
| |                                     |  |  |  |  |  |  |  |  |  |  |  |               |  |  |  |
| |                                     |  |  |  |  |  |  |  |  |  |  |  |               |  |  |  |
| |                                     |  |  |  |  |  |  |  |  |  |  |  |               |  |  |  |
| |                                     |  |  |  |  |  |  |  |  |  |  |  |               |  |  |  |
| |                                     |  |  |  |  |  |  |  |  |  |  |  |               |  |  |  |
| |                                     |  |  |  |  |  |  |  |  |  |  |  |               |  |  |  |
| | 2. Пипин Мали                       |  |  |  |  |  |  |  |  |  |  |  |               |  |  |  |
| |                                     |  |  |  |  |  |  |  |  |  |  |  |               |  |  |  |
| |                                     |  |  |  |  |  |  |  |  |  |  |  |               |  |  |  |
| |                                     |  |  |  |  |  |  |  |  |  |  |  |               |  |  |  |
| | 20. Robert II, Chancellor of France |  |  |  |  |  |  |  |  |  |  |  |               |  |  |  |
| |                                     |  |  |  |  |  |  |  |  |  |  |  |               |  |  |  |
| |                                     |  |  |  |  |  |  |  |  |  |  |  |               |  |  |  |
| |                                     |  |  |  |  |  |  |  |  |  |  |  |               |  |  |  |
| | 10. Lambert, Count of Hesbaye       |  |  |  |  |  |  |  |  |  |  |  |               |  |  |  |
| |                                     |  |  |  |  |  |  |  |  |  |  |  |               |  |  |  |
| |                                     |  |  |  |  |  |  |  |  |  |  |  |               |  |  |  |
| |                                     |  |  |  |  |  |  |  |  |  |  |  |               |  |  |  |
| | 21. Théodrade                       |  |  |  |  |  |  |  |  |  |  |  |               |  |  |  |
| |                                     |  |  |  |  |  |  |  |  |  |  |  |               |  |  |  |
| |                                     |  |  |  |  |  |  |  |  |  |  |  |               |  |  |  |
| |                                     |  |  |  |  |  |  |  |  |  |  |  |               |  |  |  |
| | 5. Rotrude                          |  |  |  |  |  |  |  |  |  |  |  |               |  |  |  |
| |                                     |  |  |  |  |  |  |  |  |  |  |  |               |  |  |  |
| |                                     |  |  |  |  |  |  |  |  |  |  |  |               |  |  |  |
| |                                     |  |  |  |  |  |  |  |  |  |  |  |               |  |  |  |
| | 22. Theoderic III, King of Neustria |  |  |  |  |  |  |  |  |  |  |  |               |  |  |  |
| |                                     |  |  |  |  |  |  |  |  |  |  |  |               |  |  |  |
| |                                     |  |  |  |  |  |  |  |  |  |  |  |               |  |  |  |
| |                                     |  |  |  |  |  |  |  |  |  |  |  |               |  |  |  |
| | 11. Chrotlind                       |  |  |  |  |  |  |  |  |  |  |  |               |  |  |  |
| |                                     |  |  |  |  |  |  |  |  |  |  |  |               |  |  |  |
| |                                     |  |  |  |  |  |  |  |  |  |  |  |               |  |  |  |
| |                                     |  |  |  |  |  |  |  |  |  |  |  |               |  |  |  |
| | 23. Clothilda                       |  |  |  |  |  |  |  |  |  |  |  |               |  |  |  |
| |                                     |  |  |  |  |  |  |  |  |  |  |  |               |  |  |  |
| |                                     |  |  |  |  |  |  |  |  |  |  |  |               |  |  |  |
| |                                     |  |  |  |  |  |  |  |  |  |  |  |               |  |  |  |
| | 1. Карло Велики                     |  |  |  |  |  |  |  |  |  |  |  |               |  |  |  |
| |                                     |  |  |  |  |  |  |  |  |  |  |  |               |  |  |  |
| |                                     |  |  |  |  |  |  |  |  |  |  |  |               |  |  |  |
| |                                     |  |  |  |  |  |  |  |  |  |  |  |               |  |  |  |
| | 24. Hugobert von Echternach         |  |  |  |  |  |  |  |  |  |  |  |               |  |  |  |
| |                                     |  |  |  |  |  |  |  |  |  |  |  |               |  |  |  |
| |                                     |  |  |  |  |  |  |  |  |  |  |  |               |  |  |  |
| |                                     |  |  |  |  |  |  |  |  |  |  |  |               |  |  |  |
| | 12. Martin de Laon                  |  |  |  |  |  |  |  |  |  |  |  |               |  |  |  |
| |                                     |  |  |  |  |  |  |  |  |  |  |  |               |  |  |  |
| |                                     |  |  |  |  |  |  |  |  |  |  |  |               |  |  |  |
| |                                     |  |  |  |  |  |  |  |  |  |  |  |               |  |  |  |
| | 25. Irmina van Oeren                |  |  |  |  |  |  |  |  |  |  |  |               |  |  |  |
| |                                     |  |  |  |  |  |  |  |  |  |  |  |               |  |  |  |
| |                                     |  |  |  |  |  |  |  |  |  |  |  |               |  |  |  |
| |                                     |  |  |  |  |  |  |  |  |  |  |  |               |  |  |  |
| | 6. Кариберт од Лаона                |  |  |  |  |  |  |  |  |  |  |  |               |  |  |  |
| |                                     |  |  |  |  |  |  |  |  |  |  |  |               |  |  |  |
| |                                     |  |  |  |  |  |  |  |  |  |  |  |               |  |  |  |
| |                                     |  |  |  |  |  |  |  |  |  |  |  |               |  |  |  |
| | 26. Theuderic III                   |  |  |  |  |  |  |  |  |  |  |  |               |  |  |  |
| |                                     |  |  |  |  |  |  |  |  |  |  |  |               |  |  |  |
| |                                     |  |  |  |  |  |  |  |  |  |  |  |               |  |  |  |
| |                                     |  |  |  |  |  |  |  |  |  |  |  |               |  |  |  |
| | 13. Bertrada of Prüm                |  |  |  |  |  |  |  |  |  |  |  |               |  |  |  |
| |                                     |  |  |  |  |  |  |  |  |  |  |  |               |  |  |  |
| |                                     |  |  |  |  |  |  |  |  |  |  |  |               |  |  |  |
| |                                     |  |  |  |  |  |  |  |  |  |  |  |               |  |  |  |
| | 27. Clotilda of Herstal             |  |  |  |  |  |  |  |  |  |  |  |               |  |  |  |
| |                                     |  |  |  |  |  |  |  |  |  |  |  |               |  |  |  |
| |                                     |  |  |  |  |  |  |  |  |  |  |  |               |  |  |  |
| |                                     |  |  |  |  |  |  |  |  |  |  |  |               |  |  |  |
| | 3. Бертрада од Лаона                |  |  |  |  |  |  |  |  |  |  |  |               |  |  |  |
| |                                     |  |  |  |  |  |  |  |  |  |  |  |               |  |  |  |
| |                                     |  |  |  |  |  |  |  |  |  |  |  |               |  |  |  |
| |                                     |  |  |  |  |  |  |  |  |  |  |  |               |  |  |  |
| |                                     |  |  |  |  |  |  |  |  |  |  |  |               |  |  |  |
| |                                     |  |  |  |  |  |  |  |  |  |  |  |               |  |  |  |
| |                                     |  |  |  |  |  |  |  |  |  |  |  |               |  |  |  |
| |                                     |  |  |  |  |  |  |  |  |  |  |  |               |  |  |  |
| |                                     |  |  |  |  |  |  |  |  |  |  |  |               |  |  |  |
| |                                     |  |  |  |  |  |  |  |  |  |  |  |               |  |  |  |
| |                                     |  |  |  |  |  |  |  |  |  |  |  |               |  |  |  |
| |                                     |  |  |  |  |  |  |  |  |  |  |  |               |  |  |  |
| |                                     |  |  |  |  |  |  |  |  |  |  |  |               |  |  |  |
| |                                     |  |  |  |  |  |  |  |  |  |  |  |               |  |  |  |
| |                                     |  |  |  |  |  |  |  |  |  |  |  |               |  |  |  |
| |                                     |  |  |  |  |  |  |  |  |  |  |  |               |  |  |  |
| | 7. Gisele of Aquitaine              |  |  |  |  |  |  |  |  |  |  |  |               |  |  |  |
| |                                     |  |  |  |  |  |  |  |  |  |  |  |               |  |  |  |
| |                                     |  |  |  |  |  |  |  |  |  |  |  |               |  |  |  |